# Rathavit Kijworalak
Rathavit Kijworalak (รัฐวิทย์ กิจวรลักษณ์, spesso traslitterato come Rathavit Kijworaluk), noto anche con lo pseudonimo di Plan (แปลน) (19 febbraio 1997), è un attore thailandese.

## Biografia
Rathavit Kijworalak conosciuto come Plan è nato il 19 febbraio del 1997 in Thailandia. È il figlio più piccolo in famiglia con una sorella maggiore. Sì è diplomato alla Demonstration School Suan Sunandha Rajabhat ed è attualmente uno studente al 4º anno al College a Dusit Thani con il suo Service Innovation in Tourism and Hotel Business.
È stato proposto nel cast della serie TV thailandese Make It Right da Copy A Bangkok nel 2016, il suo ruolo in questa serie è Wit. Nel 2018, diventa famoso nel suo ruolo come Can o Cantalupe, il personaggio della serie TV thailandese BL "Love by chance", che fu programmato su GMM 25 e Line TV.
Oltre ad essere un attore, è anche un membro del gruppo di progetto "TEMPT", che ha debuttato nel 2019. Hanno pubblicato il loro primo singolo chiamato "Tell me this is love" il 24 luglio.

## Filmografia

### Cinema
- Enough, regia di Thanamin Wongsakulpach (2017)[1]

### Televisione
- Make It Right: The Series - Rak ok doen - serie TV (2016-2017)
- War of High School - Songkhram hai sakhun - serie TV (2016)
- Bangoen rak - Love by Chance - serie TV (2018)
- ReminderS - miniserie TV, 3 episodi (2019)
- Make It Live: On The Beach - serie TV, cameo (2019)
- 2Wish - miniserie TV, 2 episodi (2019)

## Discografia

### Singoli
- 2016 - Kwahm rak tung jet (con il cast di "Make It Right: The Series - Rak ok doen")